# Cook Partisan Voting Index

Gli Stati USA evidenziati dal colore Cook PVI dopo le elezioni presidenziali del 2020. Quanto più scuro è il suo colore, tanto più forte è la sua inclinazione verso uno dei due partiti (rosso per il Partito Repubblicano e blu per il Partito Democratico).

Il Cook Partisan Voting Index, abbreviato in PVI o CPVI, è un sistema di misurazione di quanto i distretti congressuali o gli stati tendano verso uno dei due principali partiti politici. Questo indice di parte viene indicato come la tendenza verso il Partito Repubblicano o il Partito Democratico, rispetto alla tendenza della nazione nella sua interezza, basandosi su come quel distretto o stato ha votato nelle due precedenti elezioni presidenziali.

## Storia
Il Partisan Voting Index fu sviluppato nel 1997 da Charlie Cook del The Cook Political Report, insieme a Clark Bensen e la sua società di analisi e statistiche politiche, Polidata, "come strumento per fornire un quadro più accurato sulla competitività". Da allora il Cook Political Report ha aggiornato i punteggi del PVI ogni due anni. Nel 2021 la testata ha interrotto la sua relazione con Polidata per utilizzare "Dave Leip's Atlas of U.S. Presidential Elections" per calcolare i risultati delle elezioni del 2020. L'aggiornamento più recente è del 2022, ed è stato rilasciato con una formula aggiornata per il calcolo del PVI.

## Calcolo e formato
L'indice mostra come ogni distretto congressuale ha votato nelle ultime due elezioni presidenziali, comparandolo alla media nazionale. Il Cook PVI viene espresso con una lettera, un segno "+" ed un numero; la lettera è una D (che sta per Partito Democratico) o una R (che sta per Partito Repubblicano), indicando il partito che ha vinto nel distretto, e il numero mostra quanti punti percentuali ha ricevuto oltre la media nazionale. Nel 2022 la formula fu aggiornata per dar più peso alle più recenti elezioni presidenziali, rispetto alle elezioni precedenti.

## Per stato
Il PVI per ogni stato è calcolato sui risultati delle elezioni presidenziali del 2020 e del 2024. La tabella riporta l'attuale stato del Congresso e dei governatori, sulla base delle elezioni più recenti.
| Stato                                                          | PVI  | Vincitore ultime presidenziali | Partito del governatore | Partito al Senato | Situazione Camera |
| -------------------------------------------------------------- | ---- | ------------------------------ | ----------------------- | ----------------- | ----------------- |
| Alabama                                                        | R+15 | Repubblicano                   | Repubblicano            | Repubblicano      | 5R, 2D            |
| Alaska                                                         | R+6  | Repubblicano                   | Repubblicano            | Repubblicano      | 1R                |
| Arizona                                                        | R+2  | Repubblicano                   | Democratico             | Democratico       | 6R, 3D            |
| Arkansas                                                       | R+15 | Repubblicano                   | Repubblicano            | Repubblicano      | 4R                |
| California                                                     | D+12 | Democratico                    | Democratico             | Democratico       | 43D, 9R           |
| Carolina del Nord                                              | R+1  | Repubblicano                   | Democratico             | Repubblicano      | 10R, 4D           |
| Carolina del Sud                                               | R+8  | Repubblicano                   | Repubblicano            | Repubblicano      | 6R, 1D            |
| Colorado                                                       | D+6  | Democratico                    | Democratico             | Democratico       | 4D, 4R            |
| Connecticut                                                    | D+8  | Democratico                    | Democratico             | Democratico       | 5D                |
| Dakota del Nord                                                | R+18 | Repubblicano                   | Repubblicano            | Repubblicano      | 1R                |
| Dakota del Sud                                                 | R+15 | Repubblicano                   | Repubblicano            | Repubblicano      | 1R                |
| Delaware                                                       | D+8  | Democratico                    | Democratico             | Democratico       | 1D                |
| Florida                                                        | R+5  | Repubblicano                   | Repubblicano            | Repubblicano      | 20R, 8D           |
| Georgia                                                        | R+1  | Repubblicano                   | Repubblicano            | Democratico       | 9R, 5D            |
| Hawaii                                                         | D+13 | Democratico                    | Democratico             | Democratico       | 2D                |
| Idaho                                                          | R+18 | Repubblicano                   | Repubblicano            | Repubblicano      | 2R                |
| Illinois                                                       | D+6  | Democratico                    | Democratico             | Democratico       | 14D, 3R           |
| Indiana                                                        | R+9  | Repubblicano                   | Repubblicano            | Repubblicano      | 7R, 2D            |
| Iowa                                                           | R+6  | Repubblicano                   | Repubblicano            | Repubblicano      | 4R                |
| Kansas                                                         | R+8  | Repubblicano                   | Democratico             | Repubblicano      | 3R, 1D            |
| Kentucky                                                       | R+15 | Repubblicano                   | Democratico             | Repubblicano      | 5R, 1D            |
| Louisiana                                                      | R+11 | Repubblicano                   | Repubblicano            | Repubblicano      | 4R, 2D            |
| Maine                                                          | D+4  | Democratico                    | Democratico             | Entrambi*         | 2D                |
| Maryland                                                       | D+15 | Democratico                    | Democratico             | Democratico       | 7D, 1R            |
| Massachusetts                                                  | D+14 | Democratico                    | Democratico             | Democratico       | 9D                |
| Michigan                                                       | EVEN | Repubblicano                   | Democratico             | Democratico       | 7R, 6D            |
| Minnesota                                                      | D+3  | Democratico                    | Democratico             | Democratico       | 4D, 4R            |
| Mississippi                                                    | R+11 | Repubblicano                   | Repubblicano            | Repubblicano      | 3R, 1D            |
| Missouri                                                       | R+9  | Repubblicano                   | Repubblicano            | Repubblicano      | 6R, 2D            |
| Montana                                                        | R+10 | Repubblicano                   | Repubblicano            | Repubblicano      | 2R                |
| Nebraska                                                       | R+10 | Repubblicano                   | Repubblicano            | Repubblicano      | 3R                |
| Nevada                                                         | R+1  | Repubblicano                   | Repubblicano            | Democratico       | 3D, 1R            |
| New Hampshire                                                  | D+2  | Democratico                    | Repubblicano            | Democratico       | 2D                |
| New Jersey                                                     | D+4  | Democratico                    | Democratico             | Democratico       | 9D, 3R            |
| New York                                                       | D+8  | Democratico                    | Democratico             | Democratico       | 19D, 7R           |
| Nuovo Messico                                                  | D+4  | Democratico                    | Democratico             | Democratico       | 3D                |
| Ohio                                                           | R+5  | Repubblicano                   | Repubblicano            | Repubblicano      | 10R, 5D           |
| Oklahoma                                                       | R+17 | Repubblicano                   | Repubblicano            | Repubblicano      | 5R                |
| Oregon                                                         | D+8  | Democratico                    | Democratico             | Democratico       | 5D, 1R            |
| Pennsylvania                                                   | R+1  | Repubblicano                   | Democratico             | Entrambi          | 10R, 7D           |
| Rhode Island                                                   | D+8  | Democratico                    | Democratico             | Democratico       | 2D                |
| Tennessee                                                      | R+14 | Repubblicano                   | Repubblicano            | Repubblicano      | 8R, 1D            |
| Texas                                                          | R+6  | Repubblicano                   | Repubblicano            | Repubblicano      | 25R, 13D          |
| Utah                                                           | R+11 | Repubblicano                   | Repubblicano            | Repubblicano      | 4R                |
| Vermont                                                        | D+17 | Democratico                    | Repubblicano            | Democratico*      | 1D                |
| Virginia                                                       | D+3  | Democratico                    | Repubblicano            | Democratico       | 6D, 5R            |
| Virginia Occidentale                                           | R+21 | Repubblicano                   | Repubblicano            | Repubblicano      | 2R                |
| Washington                                                     | D+10 | Democratico                    | Democratico             | Democratico       | 8D, 2R            |
| Wisconsin                                                      | EVEN | Repubblicano                   | Democratico             | Entrambi          | 6R, 2D            |
| Wyoming                                                        | R+23 | Repubblicano                   | Repubblicano            | Repubblicano      | 1R                |
| * Include un senatore indipendente che vota con i Democratici. |      |                                |                         |                   |                   |